# Pine Jam
Pine Jam Co., Ltd. (株式会社パインジャム, Kabushikigaisha Pain Jamu, également stylisé en PINE JAM) est une entreprise de production et studio d'animation japonaise.

## Histoire
PINE JAM est fondé le 3 juillet 2015, le siège de la société est situé dans le quartier d'Asagaya de l'arrondissement de Suginami à Tokyo.
Le studio débute avec leur première production qui est une adaptation en série télévisée anime de court épisode du manga Mahō shōjo nante mō ii desu kara. (en), diffusée en janvier 2016 et dont la seconde saison est diffusée en octobre de la même année. De plus, Getsuyōbi no Tawawa (ja) est diffusée pendant la même période sur les sites web de partage de vidéos YouTube et Niconico, et malgré le fait que la série ne soit pas diffusée à la télévision, elle a su faire appel à la réaction de nombreux fans d’anime.
Pour la société, Gamers! est leur première production dont les épisodes durent plus d'une vingtaine de minutes; cette adaptation en série télévisée anime des light novel est diffusée depuis juillet 2017. On peut noter en outre que Just Because! (en) est leur première production d'animation originale dont la diffusion est prévue en octobre de la même année,.

## Productions

### Séries télévisées
| Année | Titre                                                | Dates de 1re diffusion | Dates de 1re diffusion | Nb. éps. | Notes                                                                             |
| Année | Titre                                                | Début                  | Fin                    | Nb. éps. | Notes                                                                             |
| ----- | ---------------------------------------------------- | ---------------------- | ---------------------- | -------- | --------------------------------------------------------------------------------- |
| 2016  | Mahō shōjo nante mō ii desu kara. (en)               | 12 janvier 2016        | 29 mars 2016           | 12       | Basée sur le manga de Sui Futami.                                                 |
| 2016  | Mahō shōjo nante mō ii desu kara. Second Season (en) | 5 octobre 2016         | 21 décembre 2016       | 12       | Suite de Mahō shōjo nante mō ii desu kara..                                       |
| 2017  | Gamers!                                              | 13 juillet 2017        | 28 septembre 2017      | 12       | Basée sur la série de light novel écrite par Sekina Aoi et illustrée par Saboten. |
| 2017  | Just Because! (en)                                   | 5 octobre 2017         | 28 décembre 2017       | 12       | Travail original de Hajime Kamoshida et de Kiseki Himura.                         |
| 2020  | Gleipnir                                             | 5 avril 2020           | 28 juin 2020           | 13       | Basée sur le manga de Sun Takeda.                                                 |
| 2021  | Kageki Shoujo! (en)                                  | 4 juillet 2021         | 26 septembre 2021      | 13       | Basée sur le manga de Kumiko Saiki.                                               |
| 2022  | Do It Yourself!! (en)                                | 6 octobre 2022         | 22 décembre 2022       | 12       | Projet original.                                                                  |
| 2023  | Kubo Won't Let Me Be Invisible                       | 10 janvier 2023        | 20 juin 2023           | 12       | Basée sur le manga de Nene Yukimori.                                              |
| 2023  | Paradox Live : The Animation                         | 3 octobre 2023         | 26 décembre 2023       | 12       | Adaptation du projet multimédia de Avex Pictures et GCREST                        |
| 2024  | 'Tis Time for "Torture," Princess                    | 9 janvier 2024         | ?                      | ?        | Basée sur le manga de Robinson Haruhara.                                          |

### ONA
| Année | Titre                    | Dates de 1re diffusion | Dates de 1re diffusion | Nb. éps. | Notes                                         |
| Année | Titre                    | Début                  | Fin                    | Nb. éps. | Notes                                         |
| ----- | ------------------------ | ---------------------- | ---------------------- | -------- | --------------------------------------------- |
| 2016  | Getsuyōbi no Tawawa (ja) | 10 octobre 2016        | 26 décembre 2016       | 12       | Basée sur les illustrations de Kiseki Himura. |

### OAV
| Année | Titre                    | Date(s) de sortie                | Notes                                                                           |
| ----- | ------------------------ | -------------------------------- | ------------------------------------------------------------------------------- |
| 2016  | Getsuyōbi no Tawawa (ja) | 29 décembre 2016                 | Deux épisodes basés sur les illustrations de Kiseki Himura.                     |
| 2019  | Hōzuki no reitetsu       | 20 septembre 2019 — 21 août 2020 | Trois épisodes publiés respectivement avec les 29e, 30e et 31e volume du manga. |